# Kościół Miłosierdzia Bożego w Prudniku
Kościół Miłosierdzia Bożego w Prudniku – kościół katolicki w Prudniku, znajdujący się w północnej części Jasionowego Wzgórza, przy ulicy Księdza Aleksandra Skowrońskiego 35, na wschód od centrum miasta.

## Historia
Wiosną 1985 Dominikanie z parafii św. Michała Archanioła w Prudniku z ówczesnym proboszczem Stanisławem Obarą rozpoczęli wstępne zabiegi związane ze sprawami formalno-prawnymi, które dotyczyły powstania w mieście nowego kościoła, na terenie Jasionowego Wzgórza. Budowa nowej świątyni, domu katechetycznego i klasztoru została rozpoczęta 4 lata później, 4 września 1989.
Poświęcenie krzyża i placu pod budowę kościoła zostało dokonane 23 września 1989 przez opolskiego biskupa pomocniczego Jana Wieczorka. Przed Świętami Bożego Narodzenia ustawiono kaplicę-barak. Tego samego roku odbyła się w niej pierwsza Msza Pasterska, od której kaplica wzięła nazwę „Betlejemka”. Od tej pory w każdą niedzielę odprawiana była w niej msza.
Ze względu na wysokie ceny materiałów budowlanych, prace nad budową kościoła zostały wstrzymane na lata 1990–1994. Po otrzymaniu oficjalnego zezwolenia pod koniec 1994, teren pod budowę wytyczono 13 marca 1995, a już osiem dni później rozpoczęto kopanie fundamentów. 20 października 1996 nastąpiło uroczyste wmurowanie kamienia węgielnego, którego dokonał biskup diecezjalny Alfons Nossol. Budową zajmowali się Dominikanie, w tym: Józef Kostecki, Edward Olech, Stanisław Obara i Sylwester Laskowski.
Opolski biskup pomocniczy Jan Bagiński 10 maja 1998 poinformował Radę Parafialną o zamiarze opuszczenia Prudnika przez Dominikanów. Ich pożegnanie odbyło się na uroczystej mszy w kościele św. Michała Archanioła 21 sierpnia 1999. Odtąd budowę kontynuowali księża diecezjalni. Nowa prudnicka parafia pod wezwaniem Miłosierdzia Bożego została erygowana 2 sierpnia 1999 na mocy dekretu biskupa Alfonsa Nossola, a jej proboszczem został ks. Piotr Sznura. Prace budowlane przy nowym kościele były kontynuowane z pomocą wiernych z dekanatów: Prudnik, Biała, Głogówek, Głuchołazy, Koźle, Krapkowice, Niemodlin, Prószków, Zawadzkie, a także z parafii św. Franciszka w Romsthal (Bad Soden-Salmünster) w diecezji Fulda w Niemczech.
Po kilku miesiącach, jeszcze w tym samym roku, odprawiono pierwszą mszę (Pasterkę) w prowizorycznie dostosowanych murach kościoła. Pierwszy odpust parafialny odbył się 30 kwietnia 2000. Sumie odpustowej przewodniczył i poświęcił dzwon biskup Jan Bagiński. Od lipca 2000 do listopada 2001 budowana była plebania. Równocześnie w kościele trwały prace tynkarskie oraz układano posadzkę w części zakrystyjnej. W 2002 kościołowi wykonano sufit. Na przełomie 2002 i 2003 otrzymał ogrzewanie. W 2003 zrobiono posadzkę w prezbiterium, a w 2004 w pozostałej części kościoła. Ławki kościół otrzymał w 2005. Prace zakończyły się w 2006, kiedy to pomalowano kościół, wykonano ołtarz, ambonkę chrzcielnicę i tabernakulum.

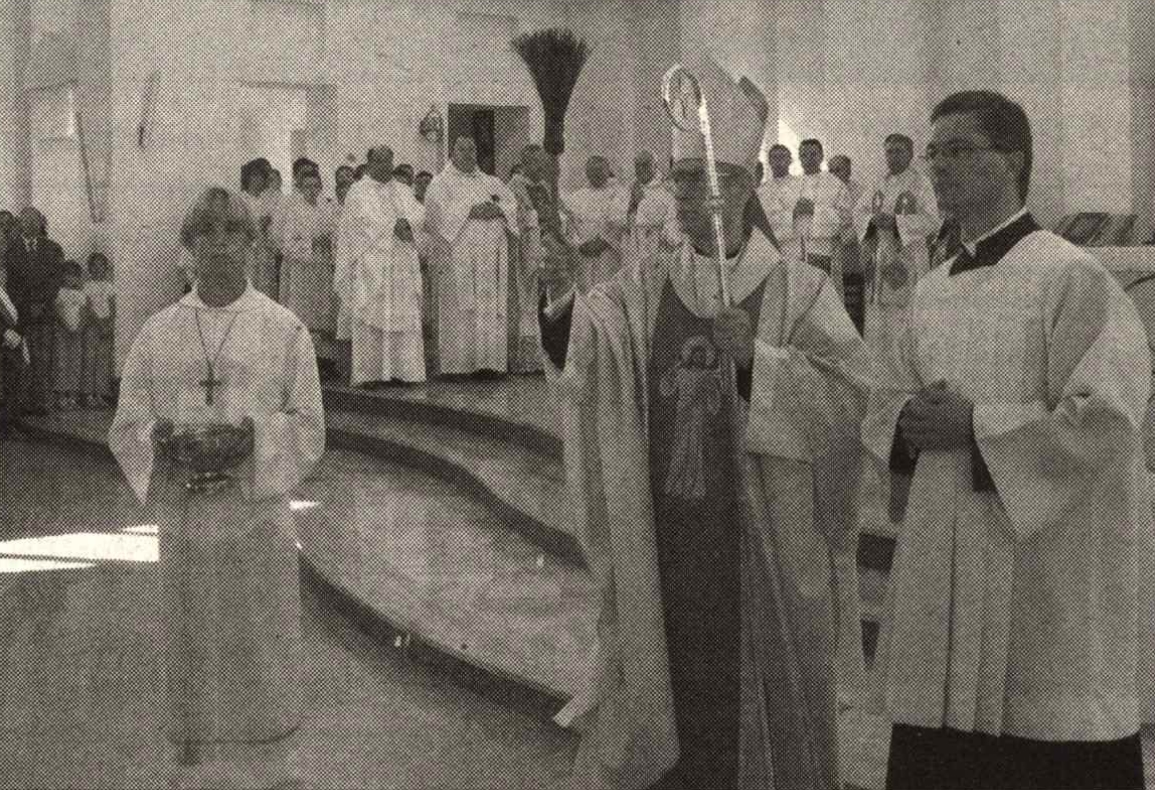
Uroczystość poświęcenia kościoła

Od 17 do 24 września 2006 trwały pierwsze misje święte przygotowujące parafię do uroczystości poświęcenia kościoła. Odbyła się ona 30 września 2006 o godz. 11:00 pod przewodnictwem biskupa Alfonsa Nossola, w niedzielę rozpoczynającą tydzień Miłosierdzia Bożego. Podczas uroczystości Nossol powiedział:

Nadszedł upragniony dzień, szczególnego dziękczynienia, w sposób najświętszy, jaki mamy na ziemi, uroczystą Eucharystią. Ten dzień ma charakter nie tylko historyczny, ale przede wszystkim historiozbawczy, bo naszej wspólnocie diecezjalnej przybyła świątynia, przybył nowy kościół, czyli miejsce szczególnej obecności Bożej (...) Wybudowanie kościoła to też dzieło historyczne i wy wszyscy, drogie siostry i bracia, pod egidą waszego duszpasterza i jego pomocników, przyczyniliście się do tego. To jest historyczny fakt. Nowa świątynia, nowy kościół, w naszym pokoleniu – wyście tego dzieła dokonali, ubogacając ziemię prudnicką (...) Nowa parafia na prudnickim osiedlu ma wreszcie już swą świątynię, którą dziś konsekrujemy. Świątynię Miłosierdzia Bożego, świątynię gdzie zostaje uobecniana tajemnica miłosiernej miłości Boga. Dlatego też wasza radość droga wspólnoto parafialna jest zbiorową radością nie tylko parafialną, ale i regionalną, diecezjalną. Jest radością wszystkich mieszkańców naszej diecezji, wszystkich mieszkańców tego zakątka powiatu prudnickiego.

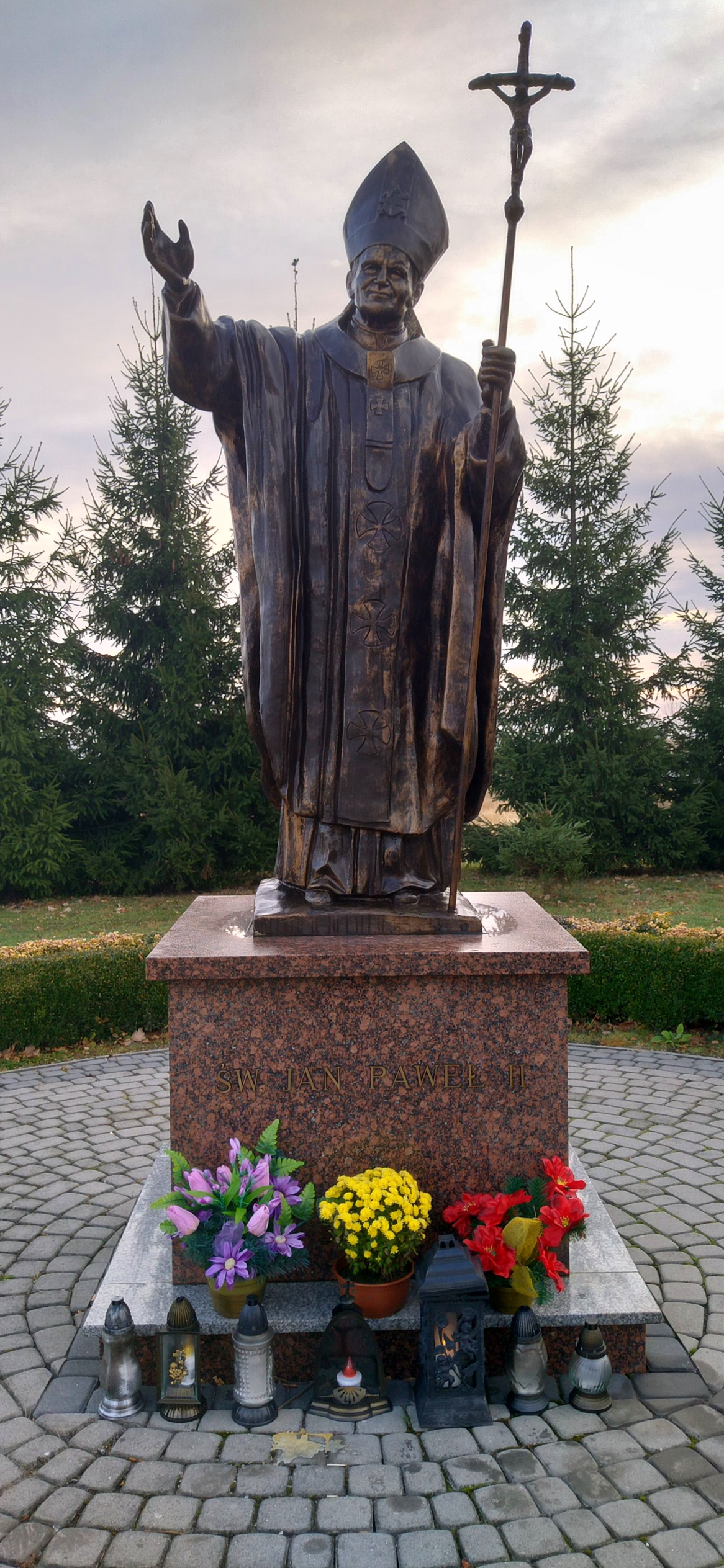
Pomnik Jana Pawła II przed kościołem

W 2011 przy kościele został postawiony pomnik papieża Jana Pawła II, poświęcony 1 maja. Pomnik z cokołem w stylu nagrobkowym ma ok. 3 m wysokości.
Od 5 lipca 2020 przy parafii Miłosierdzia Bożego działa chór „Misericordias”.

## Architektura

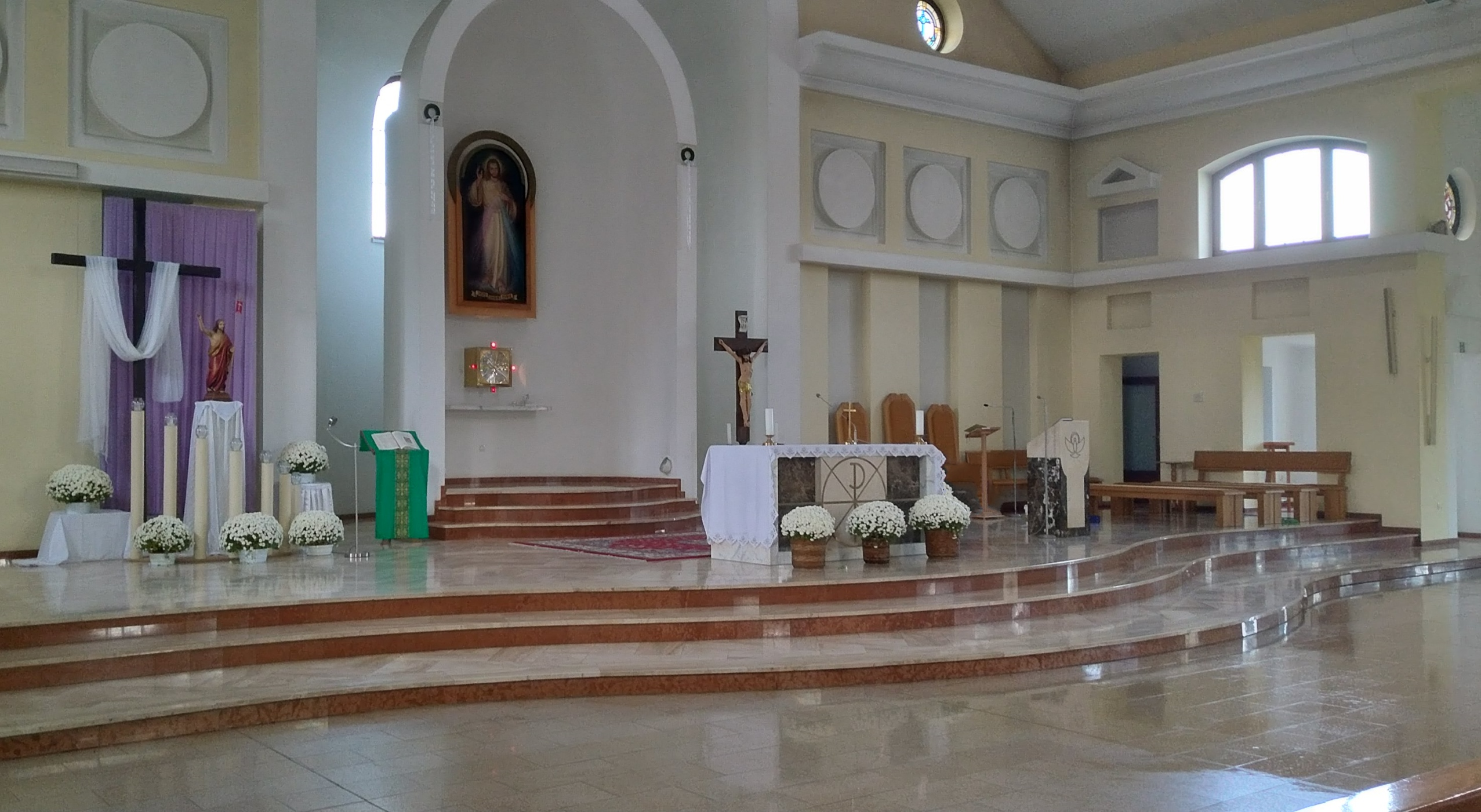
Wnętrze kościoła

Autorem projektu kościoła Miłosierdzia Bożego w Prudniku był architekt Jerzy Gurawski, wykładowca Politechniki Poznańskiej. Wygląd kościoła miał opierać się na poprzednich realizacjach Gurawskiego: kościele NMP w Głogowie i kościele św. Antoniego w Lesznie.
Kościół Miłosierdzia Bożego w Prudniku ma 40 m długości i ok. 12 m wysokości w najwyższym miejscu dachu, natomiast szerokość świątyni wraz z kaplicami bocznymi wynosi 34 m. Łączna powierzchnia użytkowa kościoła wynosi 1428 m², w tym część sakralna ma powierzchnię 1048 m², a zakrystia i część gospodarcza – 343 m².
Bryła kościoła jest odmienna od większości współczesnych świątyń w Polsce. Stonowany kształt ma być nawiązaniem do tradycji świątyń dominikańskich. Elewację wejściową kościoła otaczają podcienia przypominające soboty drewnianych kościołów. Portal i rozeta nad wejściem zaprojektowane zostały w stylu gotyckim, natomiast latarnia w dachu doświetlająca prezbiterium to rozwiązanie barokowe.

## Turystyka
Kościół leży na trasie szlaku turystycznego:
- Ścieżka spacerowa „Od Jana Pawła II do Stefana Wyszyńskiego” (5,3 km): kościół pw. Miłosierdzia Bożego w Prudniku – Czyżykowa Góra – Sanktuarium św. Józefa w Prudniku–Lesie